# NGC 3982
NGC 3982 ist eine aktive Balken-Spiralgalaxie mit ausgedehnten Sternentstehungsgebieten vom Hubble-Typ SBb im Sternbild Großer Bär am Nordsternhimmel. Sie ist schätzungsweise 53 Mio. Lichtjahre von der Milchstraße entfernt und hat einen Durchmesser von etwa 35.000 Lj. Die Galaxie ist Mitglied des Ursa Major-Galaxienhaufens.

Im selben Himmelsareal befinden sich u. a. die Galaxien NGC 3972, NGC 3977, NGC 3980, NGC 3990.
Hier wurde die Supernova SN 1998aq beobachtet.
Das Objekt wurde  am 14. April 1789 von dem deutsch-britischen Astronomen Wilhelm Herschel entdeckt.